# ほまれ
『ほまれ』は、NeoBalladの3作目のシングル。

## 内容
斎太郎節ほまれVersion（宮城民謡）、最上川舟唄（山形民謡）、会津磐梯山ほまれVersion（福島民謡）の3曲と、各曲のオフヴォーカルを収録したNeoBalladのシングル。
斎太郎節はアルバム『01』、会津磐梯山はアルバム『02 〜黄金の里〜』に既に収録済であるが、今回は「ほまれ Version」としてよりエッジの効いた前衛的テクノスタイルに仕上げている。最上川舟唄は曲中に追分形式と八木節形式の双方が存在する難曲。

## 収録曲
1. 斎太郎節　ほまれVersion（宮城民謡）
2. 最上川舟唄（山形民謡）
3. 会津磐梯山　ほまれVersion（福島民謡）
4. 斎太郎節　ほまれVersion（宮城民謡）KARAOKE
5. 最上川舟唄（山形民謡）KARAOKE
6. 会津磐梯山ほまれVersion（福島民謡）KARAOKE